# Giorni della vecchia
I cosiddetti giorni della vecchia (o giorni imprestati) sono, secondo una tradizione popolare, gli ultimi tre giorni di marzo, ossia il 29, 30 e 31 marzo, nei quali si ritiene che spesso torni il freddo dell'inverno da poco finito: sono considerati i giorni più freddi della primavera.

## Le leggende
I "giorni della vecchia" devono il loro nome a un'antica leggenda popolare: una volta, quando marzo aveva solo 28 giorni, una vecchietta, pregustando ormai il tepore della primavera, disse: "Marzo, ormai farmi danno tu non puoi più, perché oggi già è aprile e il Sole è già su!"; fu così che marzo, offeso, chiese tre giorni in più ad aprile e se ne servì per far arrivare di nuovo sulla terra il freddo invernale e far ammalare la vecchia.
Secondo un'altra leggenda i "giorni della vecchia" fanno riferimento al mito di Demetra e Persefone (per i latini rispettivamente Cerere e Proserpina). La vecchia sarebbe Demetra che abbandonò l'Olimpo per vendicarsi del rapimento della figlia Persefone da parte di Ade. Decise che la razza umana si sarebbe estinta nella carestia e gli dei non avrebbero più potuto ricevere i sacrifici votivi degli uomini. Si mise a vagare per la sua disperazione. Il suo pellegrinaggio la portò in Attica, sotto le spoglie di una vecchia. Demetra fu accolta da re Celeo e divenne la nutrice di Demofonte, il figlio del re, che venne nutrito all'insaputa dei genitori, con ambrosia e nettare degli dei. Demetra decise di donare a Demofonte la vita eterna, ma fu scoperta da Metanira (la madre di Demofonte). A questo punto Demetra, abbandonò le vesti di vecchia e si manifestò in tutta la sua divinità illuminando il palazzo del re. Poi, delusa dall'ingratitudine dei mortali, si rifugiò presso la sommità del monte Callicoro dove gli Eleusini le avevano nel frattempo edificato un tempio. Il dolore per la scomparsa della figlia ricominciò a farsi sentire più forte che mai e i mortali che nel frattempo venivano decimati dalla carestia supplicando Zeus di fare qualcosa. Alla fine Zeus inviò Ermes da Ade, per ordinargli di riportare Persefone dalla madre. Così, Ade prima che la sua sposa tornasse dalla madre con Ermes, fece mangiare a Persefone un seme di melograno, costringendola a tornare da lui (mangiare un germoglio di melograno secondo una eterna legge della mitologia costringeva marito e moglie a stare insieme). Appena Demetra rivide la figlia la terrà ritornò fertile e primaverile. Purtroppo rimaneva l'inganno di Ade, che costringeva Persefone a tornare dal marito. Così Zeus e Demetra decretarono che mezzo anno Persefone sarebbe stata con la madre e mezzo con il marito Ade, periodi dell'anno rispettivamente identificabili in primavera-estate e autunno-inverno. 
Altre leggende che possono trovare relazioni e analogie con le precedenti sono quelle della Befana e dei falò di inizio anno, oppure Sega la vecchia di metà quaresima.

## Controversie
Paragonando leggende antiche e calendari di altri tempi con le leggende de' "i giorni della merla" e "i giorni della vecchia" si può notare che i giorni corrispondono rispettivamente al 29, 30 e 31 gennaio e al 29, 30 e 31 marzo. Una spiegazione logica sta nella confusione che può portare il mese odierno di Gennaio col mese del calendario di Romolo, dove il mese di Martius (31 giorni) secondo William Warde Fowler corrisponderebbe al mese di Ianuarius (gennaio, secondo i calendari di Macrobio, Plutarco e Ovidio) e non all'odierno mese di marzo. Secondo i latini l'anno cominciava a Martius, che secondo Fowler non corrisponderebbe però al periodo dell'odierno marzo, ma a quello di gennaio.

## Meteorologia
La leggenda ha un fondamento meteorologico nell'andamento climatico dell'ultima decade di marzo, che, effettivamente, di solito vede un ritorno del freddo dopo i primi tepori primaverili.
Del resto, i "giorni della vecchia" non sono che uno dei più brevi periodi, o singoli giorni, dell'anno che popolarmente sono conosciuti come i "nodi del freddo". Altri "nodi del freddo" sono per esempio il "nodo del cuculo" (10 aprile), il "nodo di San Marco" (25 aprile) e il cosiddetto "maggio francese" (11 e 12 maggio): in questi giorni le statistiche dimostrano che solitamente la temperatura si abbassa (nel quadro dell'andamento altalenante che è tipico della stagione primaverile).

## Leggende greche e romane correlate
Il mito di Demetra e Persefone (per i romani Cerere e Proserpina), insieme ai "giorni della merla" e al mito del "Ratto della Sabine" possono essere visti uno collegato all'altro attraverso analogie.
Il primo giorno dell'anno secondo il calendario di Romolo era Martius (31 giorni), cioè il mese dedicato a Marte. Marte era considerato il padre dei romani, perché secondo la leggenda si invaghì della vestale Rea Silvia mettendola incinta e procreando Romolo e Remo. Romolo avrebbe poi fondato Roma. Secondo la tradizione, Romolo, dopo aver fondato Roma, si rivolse alle popolazioni vicine per stringere alleanze e ottenere delle donne con cui procreare e popolare la nuova città. Al rifiuto dei vicini rispose con l'inganno e organizzò un grande spettacolo per attirare gli abitanti della regione e rapire le loro donne. Da questo rapimento detto "ratto delle sabine" (753 a.C.) sarebbe poi sbocciata la popolazione romana.
Analogamente Ade si invaghì di Persefone (o Proserpina) e la rapì, portandola via dalla madre Demetra (o Cerere) che per la tristezza portò autunno e inverno (la carestia) agli uomini e la primavera quando rivedeva la figlia tornare dal regno degli inferi o Ade (anche detto Averno oppure Orco). Purtroppo Ade costrinse Persefone a mangiare dei chicchi di melagrana e poiché una eterna legge del destino stabiliva che chi avesse mangiato nella casa del marito alcuni chicchi di questo frutto presto avrebbe fatto ritorno, Persefone era costretta a tornare nel regno di Ade. Poi Zeus (o Giove) stabilì che Persefone avrebbe vissuto mezzo anno con la madre e mezzo anno con il marito.
Anche se sembrano leggende diverse, poiché Ade non si fa corrispondere a Marte, parlano entrambe di una fioritura e germogliare di un popolo romano e l'arrivo della primavera. Inoltre, va ricordato che il mese di Martius corrisponderebbe proprio al mese di gennaio (Ianuarius, secondo i calendari di Macrobio e Plutarco e Ovidio paragonati a quello di William Warde Fowler), cioè il mese in cui si parla della merla, un uccello. Gli uccelli erano messaggeri degli dei. Infatti, a tal proposito esisteva l'àugure, un sacerdote dell'antica Roma che aveva il compito di interpretare la volontà degli dèi osservando il volo degli uccelli, a partire dalla loro tipologia, dalla direzione del loro volo, dal fatto che volassero da soli o in gruppo e dal tipo di versi che emettevano. Secondo gli antichi sacerdoti degli uccelli, la merla poteva dare indicazioni sull'avvento della primavera.
Secondo le tradizioni questo ordine sacerdotale sarebbe stato creato proprio da Romolo (il rapitore delle sabine), che avrebbe scelto i primi tre sacerdoti, nominandone uno per ogni tribù di Roma. Un'altra non casuale coincidenza sarebbe che i romani cominciarono ad utilizzare la centuriazione dei campi da coltivare in relazione alla fondazione di nuove colonie proprio nell'ager sabinus. Quindi dedicando il territorio della Sabina alla coltivazione e di fatto alla dea Cerere (o Demetra).